# Haunted Mansion (2023)
Haunted Mansion (bra: Mansão Mal-Assombrada; prt: Mansão Assombrada) é um filme americano do gênero comédia de terror dirigido por Justin Simien a partir de um roteiro de Katie Dippold e estrelado por Rosario Dawson, Tiffany Haddish, Lakeith Stanfield, Owen Wilson e Danny DeVito. Produzido pela Walt Disney Pictures e a Rideback, o filme é a segunda adaptação cinematográfica da atração do parque temático de Walt Disney com o mesmo nome, depois do filme de 2003.
Haunted Mansion foi lançado em 28 de julho de 2023 nos Estados Unidos, pela Walt Disney Studios Motion Pictures.

## Sinopse
Uma mãe solteira chamada Gabbie e seu filho de 9 anos, que estão querendo começar uma nova vida, se mudam para uma mansão estranhamente acessível em Nova Orleães, apenas para descobrir que o lugar é muito mais do que eles esperavam. Desesperados por ajuda, eles entram em contato com um padre, que, por sua vez, pede a ajuda de um cientista viúvo que se tornou especialista em paranormalidade, uma vidente e um historiador excêntrico para ajudar a exorcizar a mansão.

## Elenco
- Rosario Dawson como Gabbie, uma mãe solteira
- Tiffany Haddish como Harriet, uma vidente
- Lakeith Stanfield como Ben Matthias, um guia turístico
- Owen Wilson como Kent, um padre
- Danny DeVito como um professor de história
- Chase Dillon como o filho de Gabbie[7]
- Jamie Lee Curtis como Madame Leota, a médium responsável por conjurar os fantasmas
- Jared Leto como Alistair Crump, o fantasma principal[8]
- J. R. Adduci como William Gracey, primeiro dono da mansão
- Jo Koy como barman
- Marilu Henner como Carol, uma turista em Nova Orleans
- Steve Zissis como Roger
- Hasan Minhaj como artista de retrato falado
- Dan Levy como Vic, um guia turístico
- Winona Ryder como Pat, uma guia turística em Nova Orleans[9]

## Produção

### Desenvolvimento
Em julho de 2010, foi anunciado que uma adaptação reboot baseada em The Haunted Mansion estava em desenvolvimento na Walt Disney Pictures, com Guillermo del Toro como escritor e produtor. del Toro afirmou que o projeto não ocorreria em um cenário do mundo real, mas em uma realidade aumentada. Ele revelou que o Hatbox Ghost seria um dos personagens principais e disse que o filme seria "assustador e divertido ao mesmo tempo, mas o assustador será assustador". Em junho de 2011, o Imagineer Jason Surrell do Walt Disney World foi trazido para o projeto como consultor criativo. Em agosto de 2012, del Torro enviou o rascunho final de seu roteiro ao Walt Disney Studios. Em julho de 2013, del Torro confirmou que não era mais escritor do projeto, mas permaneceu como produtor. Em abril de 2015, Ryan Gosling estava em negociações iniciais para estrelar, enquanto D.V. DeVincentis foi contratado para reescrever o roteiro. Em setembro de 2016, Brigham Taylor foi contratado como produtor adicional.
Em agosto de 2020, foi anunciado que Katie Dippold assinou contrato para escrever um novo roteiro para o filme, depois que foi decidido que o roteiro de del Toro era assustador demais para o público familiar. Dan Lin e Jonathan Eirich foram contratados como produtores. O filme seria um produção conjunta entre a Walt Disney Pictures e a Rideback. Em abril de 2021, Justin Simien entrou em negociações iniciais para dirigir o filme, e foi oficialmente confirmado como diretor em julho de 2021.

### Escalação do elenco
Entre julho e outubro de 2021, Tiffany Haddish, Lakeith Stanfield, Owen Wilson, Rosario Dawson e Danny DeVito foram escalados para o filme.

### Filmagens
As filmagens foram feitas de meados de outubro de 2021 até o final de fevereiro de 2022 em Nova Orleães e Atlanta. Em 14 de janeiro de 2022, a atriz Tiffany Haddish teve problemas legais depois de ser presa sob acusação de dirigir embriagada durante a produção do filme na Geórgia.

## Música
A trilha sonora do filme foi composta por Kris Bowers.

## Lançamento
Haunted Mansion foi lançado em 28 de julho de 2023 nos Estados Unidos, pela Walt Disney Studios Motion Pictures. Estava anteriormente agendado para ser lançado em 10 de março de 2023, e posteriormente, para 11 de agosto de 2023.
No Brasil e em Portugal, o filme foi lançado em 27 de julho de 2023.